# فريدريك روزين
فريدريك روزين (بالألمانية: Friedrich Rosen)‏ هو دبلوماسي وسياسي ألماني، ولد في 30 أغسطس 1856 في لايبزيغ في ألمانيا، وتوفي في 26 نوفمبر 1935 في بكين في الصين. انتخب سفير.

## روابط خارجية
- فريدريك روزين على موقع مونزينجر (الألمانية)